# Библиотека „Лаза Костић” (Чукарица)
Библиотека „Лаза Костић” је библиотека на београдској општини Чукарица. Од 1989. године, једна је од 13. организационих јединица, тј. општинских мрежа Библиотеке града Београда.

## Историјат
Библиотеке, као један од најважнијих сведока и подстрекача духовне културе, као чувари традиције и књиге као свеопште ризнице знања, увек су пратиле живот средине у којој настају и служе. Оне су, саме по себи, одражавале културу становништва или посебних мањих средина, њихова настојања да прате културни и књижевни живот али и развој разних делатности (просвете, друштвених и природних наука и др.). Формирале су се као приватне збирке књига, листова и часописа, професионално одређене или не, као читаонице, затим као јавне установе и најзад као посебно издвојене. Када је реч о Чукарици, нема сумње да је у неком обиму постојала приватна библиотека још у кући Матије Бана током друге половине XIX века јер је велики део његовог живота на многе начине био везан за књигу - као уредник и новинар, као наставник, као писац и као јавни радник. Природно је да се део његове личне библиотеке налазио и у кући на Бановом брду, у којој је повремено, дуже или краће време, боравио. Најстаријим читаоницама - читалиштима могу се, још од краја XIX века сматрати кафане, које су деценијама биле и део културног живота, посебно у мањим срединама: у њима се читала штампа, неке су биле места где су се окупљали и припадници различитих удружења или политичких странака, где су се држали скупови, зборови и предавања и читала одговарајућа литература. Важну улогу имале су и приватне библиотеке, најчешће интелектуалаца, настањених на територији Чукарице, којих је било у све већем броју између два светска рата (концентрација многих високих стручњака у фабрикама, у Заводу за израду новчаница, просветних радника и др.) али и других грађана, о чему сведоче чињенице да су многе књиге баш из тих библиотека касније њихови потомци, или они сами, поклонили библиотеци на Чукарици или школским библиотекама.

## Библиотека „Лаза Костић”
Социјалистичке читаонице у Градској општини Чукарица, могу се сматрати коренима библиотеке на Чукарици, нарочито жарковачка читаоница. Тај корен датира из 1903. године. Жарковачка читаоница основана је залагањем виђенијег жарковачког житеља,Радета Спасеновића, земљорадника. Те године, после организовања Српске социјалдемократске странке, чији је један од постављених задатака био „просвећивање села и организовање сеоских библиотека”, по свему и заснована и прва библиотека - читаоница. Она је била део програма првог радничког организовања. Те, 1903. године, чукарички радници су оформили прво радничко друштво, које је понело назив „Удружење чукаричких радника” (касније је у штампи превладао назив „Чукаричко радничко друштво”). Према познатим подацима о културном животу Чукарице у то време, верује се да је прва социјалистичка књижница-читаоница постојала у оквиру чукаричког радничког друштва, у кафани „Михајловац”, које је у њој имало седиште до новембра 1903, где су се радници окупљали и читали социјалистичку штампу и литературу.
Када је реч о кафана (београдским) занимљиво је истаћи чињеницу да су кафане биле, поред државних надлештава,готово једино место јавног друштвеног живота.
„Ту су се склапали трговачки послови, продавала имања, узимали зајмови, али и склапала познанства и пријатељства, закључивали бракови; ту су се писала писма, тужбе и молбе властима; ту су културна друштва држала састанке, писале се песме, оснивали се листови и часописи;ту се уживало у музици, забавама и позоришним представама; ту се грдила власт, одржавале политичке конференције и зборови, ту су радили партијски штабови; ту су се нудили и тражили радници (Нушић). Где је народ, ту су и пороци: кафанама су замерани пијанчење, бадаваџисање,проституција и коцка.
И држава је користила кафане за своје послове и у њима организовала лицитацију за продају својих плацева и заплењене имовине,издавање својих локала и пијачних места, калдрмисање улица или издавање права на вађење песка. У кафанама су организована гласачка места и за изборе, а чак се и вакцинација обављала у кафанама: 1897. су деца и одрасли вакцинисани против богиња... ”
Између два рата, захваљујући развоју Чукарице, измени структуре становништва, постојању нових институција и културних средишта, по природи ствари, у многим кућама постоје приватне збирке књига - библиотеке (житељи Чукарице нису само радници груписани око фабрика уз обалу реке Саве, мајдана и др., већ се насељавају породице из „грађанске зоне”, са све присутнијим бројем интелектуалаца, граде се и установљавају нове школе и цркве, све је већи број ђака и све већи број младих који се школују у београдским гимназијама, а потом и у гимназији на Бановом брду, у средњим школама, на факултетима).
Жарковачка читаоница је кратко радила. Не располаже се подацима о разлозима затварања, јануара 1904. године, једино их можемо здраворазумски наслутити. Ипак, самим чином оснивања, жарковачка читаоница је извршила значајан утицај на процесе развоја и јачања идеје радничког и народног просвећивања.
Библиотека „Лаза Костић” Чукарица, главна је тј. централна библиотека општине Чукарица. У оквиру своје библиотечке мреже имала је више огранака који су се селили, мењали локације, своја имена а неки огранци су се нажалост и „угасили” тј. трајно затворили.
Библиотека свој непрекидни рад на Чукарици обавља од 1945. године. Са ондашњим револуционарним заносом и потребом за убрзаном свеколиком обновом након Другог светског рата, мотивисана је и одлука НОО (Народноослободилачки одбор) VII рејона, да се Библиотеци на Чукарици додели име „Лазо Кочовић”. Под тим именом, Библиотека на Чукарици је радила 50 година (1945—1995). Име је добила по првоборцу и револуционару у чијем се стану у згради др. Ћирковића 29., марта 1941 године под руководством Јосипа Броза Тита одржало саветовање кадра КПЈ за Србију. Ова зграда се налази у непосредној близини садашње Матичне библиотеке.
Сажето записано, може се рећи да је тих послератних година Библиотека почела да ради са књижним фондом од око 3.000 књига махом прикупљених од омладине и просветних радника са тадашње општине Чукарица. И тако, од једне мале библиотеке смештене у једну једину просторију настала је ондашња Матична библиотека. Матична библиотека на Чукарици са својим пунктовима у Раковици, Железнику, Умци, Жаркову, Макишу чинила је велике напоре на популарисању и приближавању књиге читаоцу.
Тај поратни почетак рада библиотеке, детаљно је записаним у наредном тексту. Наиме, после Другог светског рата, од 1945. године, по угледу на Совјетски Савез, али и из стварних потреба у потпуно новим условима у ондашњој новој држави, пуног замаха сваке врсте (као што обично бива, јер нова друштвена стања, а тако јесте било после завршетка рата, доносе велике промене у устројству живота, у коме треба надокнадити пропуштено) отварају се домови културе и библиотеке који би требало да својим делатностима покрију све средине. За Чукарицу је у том тренутку било важно што су, по налогу по налогу Градског већа омладине, омладинци тадашњег VII рејона, коме су припадали Чукарица и Топчидерско брдо, почели са прикупљањем књига. Сакупљене књиге су донете у једну вилу на Топчидерском брду, која је била предвиђена за Библиотеку VII рејона. Према сећању једног од учесника у тој акцији, Хранислава Михаиловића, ту библиотека није ни почела са радом.
Према подацима из архиве Библиотеке на Чукарици, Библиотека VII рејона је радила неколико месеци. Потом је, уз прећутну сагласност рејонског комитета, највероватније стога што је њена удаљеност од насеља Чукарице и Бановог брда онемогућавала коришћење књига, пресељена (са књигама) у запуштену салу католичке цркве на Бановом брду. Ту је одмах почела да ради под руководством библиотекара, професора књижевности, госпође Милошевић. Библиотека је ту радила до 1948. године. Одвајањем Топчидерског брда од VII рејона, новооснована библиотека је остала без дела књижног фонда. Како су услови за рад били изузетно лоши, библиотека је пресељена 1948. из католичког дома у приватну кућу власника Мише Тодоровића, званог „Американац”, у Зрмањску улицу број 4. Библиотека је радила у скромним условима: имала је простор око 60 m2 и књижни фонд од око 2000-3000 књига, није имала чак ни телефон (веза јој је био услужни телефон у суседној кући). Запошљавала је два стручна радника. Први управник била је Слободанка Краговић, која се на тој дужности налазила све до пензионисања 1972. године.
Године 1950. библиотека је одлуком Народноослободилачког одбора VII рејона добила име „Лазо Кочовић”.
Започети рад на сакупљању књига настављен је. У том послу учествовали су многи ученици II Мешовите гимназије, активисти, скојевци; библиотека је добила и доста приватних поклона. преко сто књига од адвоката Илије Савковића, из приватне библиотеке његовог покојног сина Бошка, од породице покојног лекара Др. Стевановића, од Др. Ћирковића, од Петруше, сестре Лазе Кочовића. Доста књига су библиотеци поклонили просветни радници, али и представници других грађанских слојева.
Године 1962. Библиотека је пресељена из Зрмањске улице у нове просторије у Дому културе на Чукарици, садашњи Центар за културу (Тургењевљева улица) где се и сада налази.
Библиотека је у организационом погледу претрпела разне промене које су биле одраз промена на самој општини. Тек 1965. године, Библиотека је регистрована као код Окружног суда као Матична библиотека Чукарица са својим огранцима. У њеном саставу је све до 9. септембра 1975. била и библиотека из Раковице.
Када је деобом територије Општине Чукарица настала Општина Раковица, било је потребно да се и библиотека конституише као општинска Матична библиотека „Радоје Дакић”. Извршена је подела књижног фонда према броју становника, као и прерасподела запослених.
Увек окренута младима, Библиотека је, заједно са основним школама, Савезом за друштвено васпитање и старање о деци и СО Чукарица организовала први пут, Мајску песничку штафету 1974, у част Дана младости и одржавања X Конгреса СКЈ која је имала за циљ да подстиче дечје поетско стваралаштво. Манифестацију „Први школски дан – Први школски час“ организовали су Матична библиотека библиотека „Лазо Кочовић“, Основна школа „Филип Кљајић Фића“ и Савез за друштвено васпитање и старање о деци СО Чукарица. За стваралаштво и креативност ученике су мотивисали познати књижевници, а најбољи ученички радови су награђивани.
Покретна библиотека „Лазо Кочовић“ (библиобус), радила је од 1977. до 1985. Двоосовински „ИМВ” комби сиве боје са натписом „Покретна библиотека „Лазо Кочовић““ прилагођен је потребама смештаја 2000 књига. Набавку књига, инвентар, формирање мреже корисника (средњорочним планом развоја било је предвиђено да покретна библиотека успостави сарадњу са 25 радних организација), вожњу, обављао је Драгомановић Петар, виши књижничар. Услед дотрајалости, библиобус је расходован 1985.
У времену до интегрисања са Библиотеком града Београда (1989), библиотечка мрежа на територији Чукарице чинила је Матична библиотека“Лазо Кочовић“ са девет огранака (огранак „Пролетер“, од 1995. „Прометеј“, Баново брдо, огранак „Душко Радовић“ Јулино брдо, Поручника Спасића и Машаре 90 (трајно затворен 2004), име је сачувано и додељено (2005) библиотеци у насељу Церак, огранак „Бранко Ћопић“ Жарково, Михајла Валтровића 36а, (затворен 2010, име сачувано и додељено (2017) библиотеци у Вранићу, општина Барајево), огранак „Ђура Јакшић“ Железник, огранак у селу Рушањ, огранци у Сремчици, Умци („Димитрије Туцовић“), Остружници (трајно затворени 1992. и 2004). Приликом отварања школских библиотека, Мaтична библиотека „Лазо Кочовић“ пружала је стручну помоћ у њиховом формирању и успостављању каталога.
Удружене библиотеке града Београда покренуле су иницијативу о интеграцији београдских библиотека. Иницијативу је прихватило свих 17 матичних библиотека. У библиотеци „Ђорђе Јовановић“ 7. маја 1985. године одржана је оснивачка скупштина удружених библиотека. Ово удруживање значило је, између осталог, да читаоци на исту чланску карту могу користити књиге из свих 17 удружених библиотека града Београда.
За првог председника Скупштине изабран је Хранислав Михаиловић, у то време заменик директора библиотеке „Лазо Кочовић“ и шеф матичне службе библиотеке „Лазо Кочовић“. У свом дугогодишњем раду имао је изузетно значајну улогу за развој библиотекарства града Београда али и Србије. Скоро увек на руководећим местима, био је члана актива библиотекара при библиотечком центру града Београда, био је у Активу друштва библиотекара, члан Савета корисника у Народној библиотеци Србије, члан Председништва матичних библиотека Србије, председник Комисије за библиотекарство, књижевност и издавачку делатности при СИЗ-у градског одбора за културу, први председник Скупштине удружених библиотека Београда. Никада није именован за директора библиотеке, био је на жалост и голооточанин. За свој заиста прегалачки рад награђен је наградом Друштва библиотекара Србије и наградом „Милорад Панић Суреп“ коју додељује Заједница библиотека Србије.
У даљем периоду, у складу са новим начинима организовања библиотекарства на територији града Београда, а према споразуму о удруживању библиотека и библиотека „Лазо Кочовић” је интегрисана 1989. године са Библиотеком града Београда. Тиме је изгубила статус матичне библиотеке и постала је део јединствене мреже београдских библиотека и библиотечких услуга.
Крајем XX века, након педесет година постојања, Библиотека је поднела захтев Библиотеци града Београда са жељом да промени име. Име библиотеке, према образложењу захтева, треба да се везује за личност која је од ширег значаја за један народ и да та личност буде писац. Од 1995. она носи име једног од изузетних српских песника - Лаза Костић. Дан рођења српског песника, Лазе Костића, обележава се као Дан Библиотеке (12. фебруар) што се интензивно, програмски, радило у периоду 1995—2000, а потрајало до 2008.
Централна општинска библиотека „Лаза Костић” има простор од око 200 m². У том простору је читаоница са капацитетом до 15 корисника, део књижног фонда намењеног деци и омладини и главно позајмни фонд. Библиотека располаже са 42.500 библиотечких јединица а на нивоу Одељења, тј. библиотечке мреже Чукарице (са књижним фондом четири огранка) 150.000 јединица.
Књижни фонд је организован по УДК систему (Универзална децимална класификација).
Достигнућа савременог библиотекарства прате се и примењују у могућој мери. Најважније оперативне примене тога, односе се на програм аутоматизације, тј. библиотечког пословања. Општинске библиотеке које послују у оквиру пословне мреже Библиотеке града Београда, користе програм БИСИС (Библиотечко-информативни систем) како за потребе циркулације, тј. рада са чланством тако и за потребе каталошких обрада тј. израда електронских записа.
По уносу свих библиотечких јединица књижног фонда централне општинске библиотеке „Лаза Костић”, у складу са стручним упутствима из Библиотеке града Београда, послови библиотечких позајмица, тј, циркулације - рада са чланством обавља се аутоматизовано, почев од јануара 2013.
Послови каталошке обраде библиотечке грађе, у оквиру БИСИС платформе, аутоматизовано, обављају се од јануара 2006.
Све чукаричке библиотеке, од 2006. године поседују савремену компјутерску опрему са интернет конекцијама.
Свој свакодневни рад, у складу са дефиницијом библиотеке као установе од посебног друштвеног значаја, наставља са пословичним радним еланом, у могућим развојним околностима садашњице.
Управници Библиотеке били су: Слободанка Краговић, в.д. Хранислав Михаиловић, Србислав Радоњић, Миливоје Којић, в.д. Нада Дебељак, в.д. Милинка Борјановић (1983), Драгомир Дале Ћулафић (1984—2004), Владан Николић (од 2004).

## Стручне, организационе и програмске посебности библиотеке „Лаза Костић”
Посебности у стручним, организационим и програмским остварењима Библиотеке односе се првенствено на стручну помоћ поводом оснивања библиотеке за наше раднике у иностранству (Немачка), потом оснивања „Марксистичке библиотеке” и рада две књижевне трибине, о чему је више речи у доњем тексту.

### Стручна помоћ за библиотеку југословенских радника на привременом раду у иностранству - Лерах, Јужни Баден
- Чланска карта Заједнице клубова Лерах Јужни Баден (насловна страна)

У свом раду Библиотека на Чукарици је имала и међународну сарадњу и то (16-28. новембар) 1974, године.
Из сачуване документације  Библиотеке под називом "Извештај о службеном путовању  у Лерах (Западна Немачка) поводом отварања Библиотеке при клубу југословенских радника"  којег је поднео делегирани члан колектива Библиотеке за међународну сарадњу, Драгомановић Петар, наводимо:
"На основу донете одлуке Збора радних људи Матичне библиотеке "Лазо Кочовић", заузет је, од стране колектива, једиинствен став да наша Библиотека прихвати сарадњу са нашим радницима који су привремено запослени у Лераху, око отварања Библиотеке..."
Из документа "Образложење захтева о оснивању библиотека при клубовима наших радника у иностранству" истичемо занимљиве ставове:
"...Вести које нам стижу из иностранства говоре о томе да информације о нашој земљи нису потпуне, јер новине и часописи не стижу у градове и фабрике где раде наши радници...Наши људи у иностранству мање су повезани него други страни радници (Италијани, напр.) тако да ни облици самоорганизовања ради заједничког  провођења слободног времена нису довољно развијени...како би се успоставио што чвршћи и непосреднији контакт са домовином, од стране ДПО (друштвено политичке организације)... више пута је констатовано да у извршењу овог задатка пуну подршку треба да пруже и непосредно учествују и наше радне организације и културне институције...Колектив Матичне библиотеке "Лазо Кочовић" одлучио је да се, у оквиру своје делатности и својих могућности, директно ангажује на ублажавању проблема наших радника на раду у иностранству. 
Наша помоћ би се састојала у отварању библиотека при  клубовима наших радника и исељеника. Да им стави на располагање литературу коју због разних разлога - финансијских, организационих (језичких) не могу да набаве, односно користе у осталим библиотекама, а која је концентрисана на једном месту. Библиотеке у клубовима ће бити специјално опремљене за наше исељенике и раднике на привременом раду у иностранству и у њима ће они моћи да нађу корисне књиге, новине, и часописе. На тај начин ће се упознати са најзначајнијим и најзанимљивијим догађајима, односно правилно информисати о ономе што се догађа у Југославији."

### Марксистичка библиотека
Сведок времена једне идеологије и постојања једне земље под називом СФРЈ је и марксистичка доктрина. Марксизам као извориште службене идеологије подстицало је његово изучавање - за све слојеве ондашњег друштва. Омасовљење марксистичке едукације спроводило се организовано институционално, кроз школски и културни систем. Библиотека јавног позајмног типа, као установа од изузетног друштвеног и културног утицаја и значаја, у корелацији са образовањем, погодна је за ширење омасовљења марксистичких едукација. Ту су корени потреба за марксистичком литературом у књижним фондовима библиотека.
Свест о значају радничких револуционарних покрета и дешавања на Чукарици, уз познати слоган "Црвена Чукарица и радничка Раковица" заокружило је идеју код ондашњег руководства чукаричке библиотеке да се формира посебна библиотека - Марксистичка библиотека.
"На Чукарици се отвара прва у граду специјализована марксистичка библиотека...У Тургењевљевој улици на Чукарици, једна скромна просторија, површине 24 квадрата, биће на Дан младости претворена у изузетан културни кутак града...", текст је најаве листа "Недељне новости" (недеља, 27. април 1975) архивираног у ручно вођеном дневнику значајних програмских и друштвених дешавања Библиотеке.
У споменару Библиотеке, који је заправо њен својеврсни дневник важнијих програмских дешавања 70. година 20. века, забележено је: "Током свих година постојања, Библиотека је непрестано настојала да унапреди и осавремени свој рад, да увећа фонд књига, да пратећим програмима и манифестацијама укључи што већи број учесника и шири љубав према књизи. Организована су многобројна предавања, књижевне матинеи и вечери, трибине, као и разне пригодне манифестације, многе заједно са чукаричким школама. Поводом тридесетогодишњице рада Библиотеке, маја месеца 1975. Библиотека је организовала, уз помоћ Савеза бораца, Савеза синдиката, Савеза за друштвено васпитање и старање о деци, као и Културно-просветне заједнице Чукарица, акцију солидарности прикупљања књига. Под "притиском" великог ширења Чукарице, прилива становништва и отварања неколико нових основних и средњих школа, као и факултета, показивао се све већи недостатак књижног фонда. Тако је створен „Фонд књиге солидарности” који се „улио” у Библиотеку. У оквиру ње, на Дан младости 1975. године, отворена је прва београдска специјализована Марксистичка библиотека (фонд од 7000 књига). У њој је омогућен рад свим заинтересованим корисницима, посебно студентима, који су се бавили изучавањем марксизма".
Током акције прикупљања књига за фонд Марксистичке библиотеке, пребројано је 7000 књига. Селекцијом прикупљеног библиотечког материјала, извршена је припрема за инвентарисање у посебну инвентарну књигу, тј. књигу инвентара Марксистичке библиотеке. На основу податка из те књиге, инвентарисани фонд Марксистичке библиотеке садржао је 2410 књига. Инвентарни број 1 у књизи инвентара Марксистичке библиотеке је уписан под датумом 12.5.1975. и то за књигу "Енциклопедијски рјечник марксистичких појмова" др Ристо Тубић, Сарајево 1974. Последњи инвентарни број у књизи инвентара Марксистичке библиотеке је 2410, уписан је под датумом 28.12.1978. и односи се на књигу "СКОЈ и омладина у НОВ и партизанским одредима Југославије" др Петар Качавенда.
Прва локација Марксистичке библиотеке била је на адреси Тургењевљева 7, у просторији од 24 квадрата. Од 1984. године, књижни фонд Марксистичке библиотеке је пресељен у просторије огранка "Пролетер" (од 1995. "Прометеј"), Улица Пожешка 83а (Баново брдо). Књижни фонд Марксистичке библиотеке налазио се на спрату тј. галерији огранка. Ова локација је изабрана не само због просторне функционалности већ и због позиције огранка који је смештен у згради, тада наменски прављене за потребе ондашњих ДП (друштвено-политичких) организација (Комитет, Синдикат, организације...). Поводом обележавања четрдесетогодишњице од ослобођења Београда (1944–1984) Марксистичка библиотека је отворена за рад на тој адреси у среду, 17. октобра 1984.
Тада је марксистичком фонду придодат и књижни фонд библиотеке Општинског комитета (Чукарица) са припадајућом књигом инвентара од 1682. библиотечке јединице. Прва књига из фонда библиотеке Комитета је инвентарисана 18.2.1983. Реч је о књизи Прибићевић Бранка "Социјализам, светски процес". Последњи инвентарни број 1682 (13.12.1989), односи се на књигу биографског садржаја, "Пад и ћутња Александра Ранковића", аутор Секулић Зоран.
Суштински, Марксистичка библиотека је више била идеолошка замисао и ондашња политичка пројекција која је, посматрано са гледишта библиотечке оперативе, за последицу имала јасан узрок краткоће трајања. Оно што је трајније и на овом месту остаје забележено, споменар је о раду Марксистичке библиотеке.
Сачувани део књижног фонда Марксистичке библиотеке и Општинског комитета доступан је путем електронске претраге каталога у оквиру књижног фонда библиотеке "Лаза Костић".
- Позивница, стр. 1
- Позивница, стр. 2

### Трибина књижевности за децу „Бранко Ћопић”
Великим залагањем Библиотеке и њених управника, са жељом да она прерасте у посебан „центар културе” допринесе што вишем статусу књиге у култури, нарочито да привуче што већи бој ученика, све се већа пажња поклањала културно-информативној делатности. Културно-информативна делатност библиотеке „Лазо Кочовић” почетком 1988. године, покренула је иницијативу да се оснује трибина књижевности за децу. Разлози су били вишеструки и првенствени циљ је био едукативни и аниматорски, тј. потреба приближавања садржаја нових књига и библиотечких фондова читаоцима млађих и старијих основно школских узраста. Трибина књижевности за децу добила је име по великану наше књижевности, писцу који је у ванвременском поднебљу омиљен код читалачке публике свих старосних читалачких група - Бранку Ћопићу. Предлагачи и оснивачи Трибине били су Драгомир Ћулафић, тадашњи директор Библиотеке и Олга Красић Марјановић, библиотекар и први уредник Трибине. Свој рад, Трибина књижевности за децу „Бранко Ћопић” започела је 24. марта 1988. године. Значајна имена писаца за децу, њихов лик, живот, дела, представљани су на Трибини. Поменимо само нека (из 90-тих година XX века): Душица и Драган Лукић, Мира Алечковић, Добрица Ерић, Љубивоје Ршумовић, Раша Попов, Арсен Диклић, Драгомир Ђорђевић, Слободан Станишић, Мома Димић, Бранко Живковић (члан прве редакције култног дечјег часописа Тик-Так), Гроздана Олујић, Владимир Стојшин, Миленко Матицки, Градимир Стојковић, Мирјана Стефановић, Мила Станојевић Бајфорд и Тимоти Џон Бајфорд, Вук Бојовић и многи други.
У зениту рада Трибине, окупљен је је велики број стручњака, универзитетских професора, књижевника, педагога, психолога, којима су блиске, свакоме на особен стручан начин, публикације за децу. Повод је био међународни дан дечје књиге и разговор на тему „Књига за децу” одржаном у просторијама Библиотеке града Београда (Вукова сала), априла 1989. године.
Највећи проблем који је ограничавао рад Трибине био је простор, са статусом „вечитог подстанара”. У време живих активности Трибине (1988—1991), ниједна библиотека на територији општине Чукарица није поседовала погодан простор за одржавање програмских активности, тј. Трибине. У периоду 1988—1990, Трибина је свој рад обављала највише у сали Месне заједнице „Жарково”, улица Михајла Валтровића 36а, салама основних школа, књижаре и галерије „Оз” на Бановом брду. Питање простора било је нарочито актуелно у периоду насушних хипер инфлаторних и ратних година 1991—1993. Опште друштвено посрнуће 90-тих година,, утицало је и на минимизацију програмских остварења Трибине. У непосредном раду са млађим читалачким узрастима, настављао се практичан допринос култури читања и развијања читалачких интересовања.
Од 1994. године, проблем просторије за рад Трибине, привремено је решен. У сарадњи са Установом културе „Галерија 73” сви књижевни сусрети Трибине одржавали су се у поменутом простору, на Бановом брду. Трибина је врло често гостовала и у просторијама школских библиотека, основних школа Чукарице, на позив или уз договор са школским библиотекарима, а тема сусрета се унапред осмишљавала и планирала. У раду Трибине и читалачких активности посвећених најмлађима, био је присутан и предшколски узраст. Плански рад у тој области био је посвећен и струковним потребама васпитача чукаричких вртића, а последњи 1992-1993, изузетно примљен од њихове стране, био је испуњен панел предавањима на стручне теме штива за предшколски узраст, тј. улога илустрације, гост и креативни предавач Добросав Боб Живковић, илустратор.
Оснивач и први уредник Трибине књижевности за децу и омладину „Бранко Ћопић” била је Олга Красић Марјановић (1988—1991), Владан Николић (1991—1995) и Градимир Града Стојковић (1995—2000). Од краја лета 2000. Трибина је програмски окончала своје програмске задатке, али је свој „тихи” рад наставила кроз програмске активности одељења библиотека „Лаза Костић”, првенствено путем програмских активности посвећених деци и омладини.

### Трибина „Међу јавом и мед сном”
Замисао о раду трибине на којој би се представљала књижевно вредна дела поезије и прозе, занимљива, едукативна, научно-популарна штива, разна сазнајно вредна предавања, намењена читалачкој публици старијих узраста, уско је била повезана са жељом и иницијативом о промени назива библиотеке „Лазо Кочовић”.
Став управе и колектива Библиотеке био је јасан и принципијелан - пожељно је да библиотеке носе имена писаца, књижевника, посебно оних који су својим делом обележили једно време и дух свога народа. Лазо Кочовић није био писац, колико се о њему зна. Био је частан човек, револуционар, у 41. години живота стрељан у бањичком логору, за време Другог светског рата.
Преименовање назива библиотеке у „Лаза Костић” било је оправдано и из других разлога.
На основу пописа назива београдских библиотека, ниједна није носила име нашег врлог песника, Лазе Костића. Његово дело, име, траг који је оставио у европској књижевности и шире, обавезивали су библиотекаре да својом културном, програмском активношћу обезбеде да писац „Santa Maria della Salute” и „Међу јавом и мед сном” буде још присутнији и ближи свакодневном животу. Библиотека је 12. фебруара 1995. године, на дан рођења једног од изузетних српских песника, обележила пригодним програмом Дан библиотеке „Лаза Костић” и покренула Трибину „Међу јавом и мед сном”.
Програми су се одржавали у вечерњим терминима, два пута месечно, у просторијама установе културе „Галерија 73”, Пожешка 83а, Баново брдо. Посебно нам је драго што се кроз рад Трибине, њен општеобразовни читалачки и културни карактер, држало до нивоа којег су одређивали великим делом и жеље наших читалаца, њихова интересовања, предлози. Од оснивања и током петогодишњег рада (1995—2000) Трибине „Међу јавом и мед сном“ гостовали су: универзитетски професори Васо Милинчевић, Миодраг Сибиновић, Радомир Ивановић, Владета Јанковић, академици Предраг Палавестра, Драгослав Михаиловић, Владета Јеротић, књижевници Радомир Андрић, Иван Ивановић, Ђорђе Ј. Јанић, Слободан Селенић, Чедомир Мирковић, Мира Алечковић, Добрица Ерић, Велизар Бошковић, Милорад Блечић, Светлана Велмар Јанковић, глумци Миша Јанкетић, Петар Краљ, Иван Јагодић, Дејан Чавић, Милан Цаци Михаиловић. Представљана су дела прозе, поезије, антологијски избори, обележени датуми разних годишњица и рад задужбина.
Идејни покретач Трибине био је Драгомир Ћулафић, књижевник и директор, касније руководилац Библиотеке. Први уредник Трибине „Међу јавом и мед сном” био је Владан Николић, библиотекар (1991—2001) и Града Градимир Стојковић, књижевник и виши књижничар (2001—2005). Од краја лета 2005. Трибина је програмски окончала своје програмске задатке, али је свој „тихи” рад наставила кроз програмске активности одељења библиотека „Лаза Костић”, намењених одраслој читалачкој публици.

## Награде (признања, плакете)
- Библиотека „Лаза Костић”, признање (1974.) Заједнице клубова из Југославије - Јужни Баден
- Библиотека „Лаза Костић”, награда (1981.) „Милорад Панић Суреп”
- Библиотека „Лаза Костић”, (1989.)награда удружених библиотека Београда
- Библиотека „Лаза Костић”, плакета (1995.)СО Чукарица
- Библиотека „Лаза Костић”, награда (повеља) СО Чукарица „Матија Бан” (2000.)
- Библиотека „Лаза Костић”, награда (медаљон)СО Чукарица „Матија Бан” (2000.)

## Огранци
- Библиотека „Прометеј”, Баново брдо

Адреса огранка је Пожешка 83а, Баново брдо. Огранак се налази на спрату, укупна квадратура двоспратне просторије огранка је 113 m2.
- Библиотека „Ђура Јакшић”, Железник

Огранак је реновиран 2011. године. Налази се у приземљу главне улуце у Железнику (Титова 6). Укупна квадратута огранка је 120 m2.
- Библиотека „Душко Радовић”, Церак, Космајска 56а. Укупна квадратура огранка је 66 m2. Огранак се налази у приземљу, у оквиру тржног центра Церак.
- Библиотека у селу Рушањ

Огранак се налази на спрату зграде бившег "Задружног дома". Реновиран је 2012. Укупна квадратура огранка је 60 m2.
- Библиотека „Борислав Радовић”, Умка

Ондашња библиотека "Димитрије Туцовић", Умка, основана је 1952. године, добровољним прилозима грађана и ондашњих радних организација у књигама. Више пута је мењала место, јер није имала сталне просторије.
Од 1958. године до априла 2007. године налазила се у пословном простору зграде (куће) у улици 13. октобра (бивша Пустеничка) бр. 30, која је некада припадала породици Војина Николића. Из те куће тј. просторије од 70 m2 која се користила за обављање библиотечке делатности, Библиотека је морала да буде исељена на основу правоснажне одлуке II општинског суда у Београду од 2. фебруара 2007. а поводом поступка денационализације имовине пок. Војина Николића.
До 1965. год. Библиотека је била самостална у својој делатности, са својим огранцима у Пећанима и у Руцкој, а од 1965. год. припојена је ондашњој општинској матичној библиотеци "Лазо Кочовић", Чукарица (од 1995. библиотека има назив „Лаза Костић“), у чијем је саставу тада била и Раковица све до 1975. године. Тада се Раковица одвојила као општина, извршен је деобни биланс књижног фонда и део библиотечке мреже припао је раковичкој мрежи библиотека.
Општа интеграција општинских библиотека са Библиотеком града Београда извршена је 1989. године, тако да цео град Београд буде једна Библиотека, са централизованом набавком књига и другог библиотечког материјала.
Огранак је од 1. новембра 2004. био привремено затворен за рад са чланством због опште неусловности за рад. Од тада, у непрекидној игри понављања, стрпљења, среће и мудрости, тражиле су се и проналазиле могућности за измештање библиотечког огранка на локацији насеља Умка, у складу са основним захтевима библиотечког стандарда који одређују радне услове и положај библиотеке у оквиру једног насеља.
То се окончало 1. априла 2021. Од тог датума је БГБ у закупу просторије (куће) од 110 m2 која се користи за потребе огранка, на адреси Илије Бабића 11.
Библиотека "Борислав Радовић" је званично почела са радом на Петровдан, 12. јула 2022. године.
Додељивање имена библиотеци „Борислав Радовић“, Умка, мотивисано је вишеструким разлозима.
Борислав Радовић је рођен 10. марта 1935. У Београду. Био је југословенски и српски песник, истанчани есејиста и врстан преводилац.
У Београду је завршио студије опште књижевности са теоријом. Већи део радног века провео је као уредник у издавачкој делатности. Од 1952. када је као средњошколац почео да објављује стихове, бавио се књижевношћу и преводилаштвом.
Борислав Радовић спада у групу изузетно значајних српских песника двадесетог века. Уз Јована Христића и Ивана В. Лалића, Радовић је изузетан песник културе код нас, познат као језички перфекционист и истраживач стилских средстава. Радовић је ретко и нерадо објављивао своје танке збирке песама. У почетку песничког стварања схваћен је као представник неосимболистичког стила.
Борислав Радовић је живео на Умци. Преминуо је у Београду, 26. априла 2018. Његова супруга, Буба Радовић била је библиотекар, специјалиста за старе књиге.
Предлог имена Библиотеци потекао је од Уроша Ристановића, песника са Умке. Он је 10. марта 2019. године на дан рођења песника Борислава Радовића покренуо иницијативу за поновно отварање библиотеке и њено преименовање у библиотеку ,,Борислав Радовић“. На предлог (5.11.2021.) начелника Одељења библиотека „Лаза Костић“, чланови Управног одбора БГБ, на LI седници УОБГБ, одлуком број 4558 од 1.12.2021. усвојили су предлог промене назива библиотечког огранка у Умци.
- Огранци који су због радних неусловности престали са радом налазили су се у чукаричким насељима Велика Моштаница, Сремчица, Остружница, Јулино брдо, Жарково

## Галерија
- Библиотека „Лаза Костић”, плато испред улаза
- Библиотека „Лаза Костић”, улаз
- Библиотека „Лаза Костић”, улазно степениште са портретима Матије Бана, Лазе Кочовића и Лазе Костића
- Исто, други угао
- Библиотека „Лаза Костић”, улазно степениште
- Библиотека „Лаза Костић”, изложбена просторија са мотивима "Лаза, Ленка и "Међу јавом и мед сном""
- Библиотека „Лаза Костић”, читаоничка просторија
- Библиотека „Лаза Костић”, позајмно одељење
- Библиотека „Лаза Костић”, позајмно одељење (поглед ка улазном делу)
- Библиотека „Лаза Костић”, канцеларија и просторија за састанке
- Библиотека „Лаза Костић”, канцеларија и просторија за састанке
- Библиотека „Лаза Костић”, канцеларија и просторија за састанке
- Библиотека „Лаза Костић”, канцеларија и просторија за састанке
- Поглед на библиотеку „Прометеј”, Баново брдо
- Поглед на библиотеку „Прометеј”, Баново брдо
- Библиотека „Прометеј”, Баново брдо, пулт
- Библиотека „Прометеј” поглед од улаза ка пулту и делу књижног фонда
- Библиотека „Прометеј” детаљ на унутрашњој страни врата
- Библиотека „Ђура Јакшић” Железник, прилаз
- Библиотека „Ђура Јакшић” Железник, мурал и графити, поред прилаза
- Библиотека „Ђура Јакшић” Железник, улаз
- Библиотека „Ђура Јакшић” Железник, позајмно одељење
- Библиотека „Ђура Јакшић” Железник, пулт
- Библиотека „Ђура Јакшић” Железник, пулт, први радни дан (23. април 2011) након реновирања, ред за упис
- Библиотека „Ђура Јакшић” Железник, део књижног фонда у позајмном одељењу, мај 2017.
- Библиотека „Ђура Јакшић” Железник, дечји део фонда, опремљен инвентаром из пројекта „Вртићи без граница 3”
- Библиотека „Ђура Јакшић” Железник, дечји део фонда, опремљен инвентаром из пројекта „Вртићи без граница 3”
- Библиотека „Ђура Јакшић” Железник, дечји део фонда
- Библиотека „Ђура Јакшић” Железник, програмска активност у дечјем делу фонда
- Библиотека „Ђура Јакшић” Железник, програмска активност у дечјем делу фонда
- Поглед на библиотеку „Душко Радовић” Церак, прилаз
- Поглед на библиотеку „Душко Радовић” Церак, излог
- Библиотека „Душко Радовић” Церак, улаз у позајмно одељење (пулт)
- Библиотека „Душко Радовић” Церак, књижни фонд у другом одељењу
- Библиотека „Душко Радовић” Церак, детаљи у другом одељењу
- Библиотека у селу Рушањ, зграда „Задружног дома”
- Библиотека у селу Рушањ, пулт
- Библиотека у селу Рушањ, део књижног фонда
- Библиотека у селу Рушањ
- Библиотека "Борислав Радовић" Умка, септембар 2023.
- Библиотека "Борислав Радовић" Умка, септембар 2023.
- Библиотека "Борислав Радовић" Умка, улаз, септембар 2023.
- Библиотека "Борислав Радовић" Умка, пулт, септембар 2023.
- Библиотека "Борислав Радовић" Умка, позајмно одељење, септембар 2023.
- Библиотека "Борислав Радовић" Умка, позајмно одељење, други угао, септембар 2023.
- Библиотека "Борислав Радовић" Умка, пулт, други угао, септембар 2023.
- Библиотека "Борислав Радовић" Умка, ТИН одељење (стрипотека), септембар 2023.
- Библиотека "Борислав Радовић" Умка, дечји део, септембар 2023.
- Библиотека "Борислав Радовић" Умка, дечји део, септембар 2023.,
- Библиотека "Борислав Радовић" Умка, дечји део, септембар 2023.
- Библиотека "Борислав Радовић" Умка, просторија читаонице, септембар 2023.
- Библиотека "Борислав Радовић" Умка, просторија читаонице и плакар са легатом Борислава Радовића, септембар 2023.
- Библиотека "Борислав Радовић" Умка,  просторија читаонице, септембар 2023.